# Quadratomus
Quadratomus és un gènere de rosegador extint de la família dels isquiròmids que visqué durant l'Eocè. Se n'han trobat restes fòssils a Colorado, Wyoming i Texas (Estats Units).